# Vargas & Lagola
Vargas & Lagola é uma dupla sueca de compositores e produtores formada por Vincent Pontare e Salem Al Fakir.
Eles já trabalharam com muitos artistas, incluindo Avicii, Axwell & Ingrosso, David Guetta, Galantis, Madonna e Seinabo Sey. Além de seu trabalho de composição e produção, eles lançam música pop alternativa.

## Carreira
Vincent Pontare e Salem Al Fakir passaram de artistas solo de sucesso a compositores e produtores vencedores do Grammy sueco. Entre os primeiros trabalhos co-escritos juntos estão o single de Avicii de 2013, "Hey Brother", que chegou à Billboard Hot 100 e "Younger" de Seinabo Sey.
No Grammy Sueco de 2014, Vargas & Lagola e Magnus Lidehäll foram premiados como Compositor do Ano depois de escreverem para o álbum Handen i fickan fast jag bryr mig de Veronica Maggio e para o álbum Början på allt de Petter, e trabalharem com artistas como Galantis. Em 2014, eles escreveram inúmeras músicas para o álbum Hey Hey de Mapei e "The Days" e "Divine Sorrow" de Avicii (com Wyclef Jean). Vargas & Lagola seguiram com outro ano de sucesso em 2015, co-escrevendo a maioria das músicas do aclamado álbum de estreia de Seinabo Sey, Pretend, e músicas do álbum Rebel Heart de Madonna.
Vargas e Lagola co-escreveram alguns dos maiores sucessos de Axwell Ʌ Ingrosso - "More Than You Know", "Sun Is Shining", "Dreamer" e mais - retirados de seu álbum de 2017, More Than You Know.
A dupla também contribuiu para duas músicas do álbum Prequelle, da banda de rock sueca Ghost, que alcançou as paradas da Billboard 200 e foi indicado ao Grammy, incluindo o segundo single do álbum, "Dance Macabre", que liderou o Mainstream Rock Chart da Billboard.
Em 2018, no mesmo momento em que Vargas & Lagola brilharam na cena pop alternativa com o single "Roads", eles dividiram o primeiro lugar como os compositores mais ouvidos da Suécia por músicas como Avicii – "Without You (feat. Sandro Cavazza)" e "Waiting for Love". Depois de trabalhar em estreita colaboração com Avicii por vários anos, Al Fakir e Pontare desempenharam um papel fundamental na finalização do álbum póstumo de Avicii, TIM, de 2019, e são artistas convidados em três das músicas do álbum. Em 5 de dezembro de 2019, Vargas & Lagola se apresentaram no Avicii's Tribute Concert em Estocolmo.
O álbum de estreia de Vargas & Lagola, The Butterfly Effect, foi lançado em janeiro de 2020.

## Discografia

### Álbuns
| Título               | Detalhes | Posições de pico nas paradas |
| Título               | Detalhes | SWE                          |
| -------------------- | --- | ---------------------------- |
| The Butterfly Effect | - Lançado: 31 de janeiro de 2020 - Gravadora: Salem Al Fakir AB / Baby Hurricane AB, Universal Music - Formato: download digital, streaming | 16                           |
| Mount Alda           | - Lançado: 30 de outubro de 2020 - Gravadora: Salem Al Fakir AB / Baby Hurricane AB, Universal Music - Formato: download digital, streaming | 24                           |

### Singles

#### Como artista principal
| Título                                                | Ano  | Posições de pico nas paradas | Certificações | Álbum                |
| Título                                                | Ano  | SWE                          | Certificações | Álbum                |
| ----------------------------------------------------- | ---- | ---------------------------- | ------------- | -------------------- |
| "Rolling Stone"                                       | 2017 | -                            |               | Single avulso        |
| "Dolores (The Awakening)"                             | 2017 | -                            |               | Single avulso        |
| "As Long As I Have To"                                | 2017 | -                            |               | Single avulso        |
| "Sun Is Shining (Band of Gold)"                       | 2017 | -                            |               | Single avulso        |
| " More Than You Know (Acoustic)" (com Agnes)          | 2017 | -                            |               | Single avulso        |
| "Roads"                                               | 2018 | 17                           | - GLF: Ouro   | Single avulso        |
| "Selfish"                                             | 2019 | -                            |               | Single avulso        |
| "Shores" (com Seinabo Sey)                            | 2019 | 61                           |               | Single avulso        |
| "Since 99"                                            | 2019 | -                            |               | The Butterfly Effect |
| "Forgot to Be Your Lover"                             | 2019 | -                            |               | The Butterfly Effect |
| "Somebody That Understands Me" (com Ludwig Göransson) | 2020 | -                            |               | The Butterfly Effect |
| "Hurts to Be Hurt"                                    | 2020 | -                            |               | The Butterfly Effect |
| "Always"                                              | 2020 | -                            |               | Mount Alda           |
| "Suddenly"                                            | 2020 | -                            |               | Mount Alda           |
| "Big Hearted"                                         | 2021 | -                            |               | Mount Alda           |

#### Como artista em destaque
| Título                                           | Ano  | Posições alcançadas nas paradas | Posições alcançadas nas paradas | Álbum      |
| Título                                           | Ano  | SWE                             | Dança dos EUA                   | Álbum      |
| ------------------------------------------------ | ---- | ------------------------------- | ------------------------------- | ---------- |
| "Friend of Mine" (Avicii com Vargas e Lagola)    | 2017 | 5                               | 44                              | Avici (01) |
| "Lev nu dö sen" (Petter com Vargas e Lagola)     | 2018 | -                               | -                               | Lev nu     |
| "Peace of Mind" (Avicii com Vargas e Lagola)     | 2019 | 17                              | 22                              | TIM        |
| "Tough Love" (Avicii com Agnes, Vargas e Lagola) | 2019 | 2                               | 9                               | TIM        |
| "Excuse Me Mr. Sir" (Avicii com Vargas e Lagola) | 2019 | 30                              | 34                              | TIM        |

### Créditos de composição e produção
| Ano  | Artista                          | Título                                                                   | Álbum                         |
| ---- | -------------------------------- | ------------------------------------------------------------------------ | ----------------------------- |
| 2012 | Swedish House Mafia              | "Save The World"                                                         | Until Now                     |
| 2012 | Sebastian Ingrosso & Tommy Trash | "Reload"                                                                 | Single avulso                 |
| 2012 | Dada Life                        | "Kick Out The Epic Motherf**ker"                                         | Single avulso                 |
| 2012 | Nause                            | "Hungry Hearts"                                                          | Single avulso                 |
| 2012 | Avicii                           | "Silhouettes"                                                            | Single avulso                 |
| 2013 | Katy Perry                       | "Love Me"                                                                | Prism                         |
| 2013 | Avicii                           | "You Make Me"                                                            | True                          |
| 2013 | Avicii                           | "Hey Brother"                                                            | True                          |
| 2014 | John Martin                      | "Anywhere For You"                                                       | Single avulso                 |
| 2014 | Galantis                         | "Smile"                                                                  | Galantis (EP)                 |
| 2014 | Galantis                         | "You"                                                                    | Galantis (EP)                 |
| 2014 | Galantis                         | "Help"                                                                   | Galantis (EP)                 |
| 2014 | Dada Life                        | "Born To Rage"                                                           | Single avulso                 |
| 2014 | Dada Life                        | "One Smile"                                                              | Single avulso                 |
| 2014 | Mapei                            | "Blame It On Me"                                                         | Hey Hey                       |
| 2014 | Mapei                            | "As 1"                                                                   | Hey Hey                       |
| 2014 | Mapei                            | "Second to None"                                                         | Hey Hey                       |
| 2014 | Mapei                            | "Believe"                                                                | Hey Hey                       |
| 2014 | Mapei                            | "Step Up"                                                                | Hey Hey                       |
| 2014 | Mapei                            | "What's Innit 4 Me"                                                      | Hey Hey                       |
| 2014 | Wyclef Jean                      | "Divine Sorrow" (participação de Avicii)                                 | Single avulso                 |
| 2014 | Avicii                           | "The Days"                                                               | The Days/Nights               |
| 2014 | David Guetta                     | "Bang My Head" (com Sia)                                                 | Listen                        |
| 2015 | Madonna                          | "HeartBreakCity"                                                         | Rebel Heart                   |
| 2015 | Madonna                          | "Wash All Over Me"                                                       | Rebel Heart                   |
| 2015 | Madonna                          | "Messiah"                                                                | Rebel Heart                   |
| 2015 | Madonna                          | "Rebel Heart"                                                            | Rebel Heart                   |
| 2015 | Galantis                         | "Gold Dust"                                                              | Pharmacy                      |
| 2015 | Galantis                         | "Dancin' To The Sound Of A Broken Heart"                                 | Pharmacy                      |
| 2015 | Galantis                         | "Kill Em' With The Love"                                                 | Pharmacy                      |
| 2015 | Galantis                         | "Call If You Need Me"                                                    | Pharmacy                      |
| 2015 | Galantis                         | "You"                                                                    | Pharmacy                      |
| 2015 | Avicii                           | "Waiting for Love"                                                       | Stories                       |
| 2015 | Seinabo Sey                      | "Younger"                                                                | Pretend                       |
| 2015 | Seinabo Sey                      | "Poetic"                                                                 | Pretend                       |
| 2015 | Seinabo Sey                      | "Hard Time"                                                              | Pretend                       |
| 2015 | Seinabo Sey                      | "Easy"                                                                   | Pretend                       |
| 2015 | Seinabo Sey                      | "Words"                                                                  | Pretend                       |
| 2015 | Seinabo Sey                      | "Sorry"                                                                  | Pretend                       |
| 2015 | Seinabo Sey                      | "Still"                                                                  | Pretend                       |
| 2015 | Seinabo Sey                      | "Ruin"                                                                   | Pretend                       |
| 2015 | Seinabo Sey                      | "Burial"                                                                 | Pretend                       |
| 2015 | Seinabo Sey                      | "Pistols At Dawn"                                                        | Pretend                       |
| 2016 | MishCatt                         | "Another Dimension"                                                      | Highlighter                   |
| 2016 | Miike Snow                       | "Heart Is Full"                                                          | iii                           |
| 2017 | Johnossi                         | "On A Roll"                                                              | Blood Jungle                  |
| 2017 | Avicii                           | "Friend Of Mine" (participação de Vargas & Lagola)                       | Avīci (01)                    |
| 2017 | Avicii                           | "Without You" (com Sandro Cavazza)                                       | Avīci (01)                    |
| 2017 | Toby Radall                      | "Hold Me Down"                                                           | ONE.                          |
| 2017 | Axwell Λ Ingrosso                | "More Than You Know"                                                     | More Than You Know            |
| 2017 | Axwell Λ Ingrosso                | "Something New"                                                          | More Than You Know            |
| 2017 | Axwell Λ Ingrosso                | "This Time"                                                              | More Than You Know            |
| 2017 | Axwell Λ Ingrosso                | "Renegade"                                                               | More Than You Know            |
| 2017 | Axwell Λ Ingrosso                | "Sun Is Shining"                                                         | More Than You Know            |
| 2017 | Axwell Λ Ingrosso                | "On My Way"                                                              | More Than You Know            |
| 2017 | Axwell Λ Ingrosso                | "Dreamer"                                                                | More Than You Know            |
| 2017 | Axwell                           | "Barricade"                                                              | More Than You Know            |
| 2018 | Seinabo Sey                      | "I Love You"                                                             | I'm a Dream                   |
| 2018 | Seinabo Sey                      | "Never Get Used To"                                                      | I'm a Dream                   |
| 2018 | Seinabo Sey                      | "I Owe You Nothing"                                                      | I'm a Dream                   |
| 2018 | Seinabo Sey                      | "Breathe"                                                                | I'm a Dream                   |
| 2018 | Seinabo Sey                      | "Good In You"                                                            | I'm a Dream                   |
| 2018 | Ghost                            | "Dance Macabre"                                                          | Prequelle                     |
| 2018 | Ghost                            | "Life Eternal"                                                           | Prequelle                     |
| 2018 | MagnusTheMagnus                  | "It Don't Impress Me" (participação de Madi Banja)                       | Single avulso                 |
| 2018 | MagnusTheMagnus                  | "Calling" (participação de KIDDO)                                        | Single avulso                 |
| 2018 | David Guetta                     | "Light Headed" (com Sia)                                                 | 7                             |
| 2018 | RØMANS                           | "Glitter & Gold"                                                         | Single avulso                 |
| 2018 | Salvatore Ganacci                | "Kill A Soundboy" (participação de Nailah Blackman)                      | Single avulso                 |
| 2019 | Gryffin                          | "You Remind Me" (participação de Stanaj)                                 | Gravity                       |
| 2019 | Frank Walker & Astrid S          | "Only When It Rains"                                                     | Single avulso                 |
| 2019 | PRETTYMUCH                       | "Eyes Off You"                                                           | Phases - EP                   |
| 2019 | Avicii                           | "Peace Of Mind" (participação de Vargas & Lagola)                        | TIM                           |
| 2019 | Avicii                           | "Tough Love" (participação de Agnes, Vargas & Lagola)                    | TIM                           |
| 2019 | Avicii                           | "Excuse Me Mr Sir" (participação de Vargas & Lagola)                     | TIM                           |
| 2019 | Otto Knows                       | "About You"                                                              | Single avulso                 |
| 2019 | Ghost                            | "Kiss The Go-Goat"                                                       | Seven Inches of Satanic Panic |
| 2019 | Ghost                            | "Mary On A Cross"                                                        | Seven Inches of Satanic Panic |
| 2019 | Agnes                            | "Intro"                                                                  | Nothing Can Compare           |
| 2019 | Agnes                            | "I Trance"                                                               | Nothing Can Compare           |
| 2019 | Agnes                            | "Not Dangerous"                                                          | Nothing Can Compare           |
| 2019 | Agnes                            | "Interlude (What Is Wrong)"                                              | Nothing Can Compare           |
| 2019 | Agnes                            | "Limelight"                                                              | Nothing Can Compare           |
| 2019 | Agnes                            | "Interlude (I Like To Sing)"                                             | Nothing Can Compare           |
| 2019 | Agnes                            | "Nothing Can Compare"                                                    | Nothing Can Compare           |
| 2019 | Mapei                            | "Ether"                                                                  | Sensory Overload              |
| 2020 | Galantis                         | "Steel"                                                                  | Church                        |
| 2020 | Galantis                         | "Unless It Hurts"                                                        | Church                        |
| 2020 | Galantis                         | "Never Felt A Love Like This" (com Hook n Sling e participação de Dotan) | Church                        |
| 2020 | Agnes                            | "Goodlife"                                                               | Single avulso                 |

#### Créditos de composição e produção para artistas suecos locais
| Ano  | Artista         | Título                                            | Álbum                             |
| ---- | --------------- | ------------------------------------------------- | --------------------------------- |
| 2013 | Veronica Maggio | "Sergels torg"                                    | Handen i fickan fast jag bryr mig |
| 2013 | Veronica Maggio | "Jag Lovar"                                       | Handen i fickan fast jag bryr mig |
| 2013 | Veronica Maggio | "Hela huset" (participação de Håkan Hellström)    | Handen i fickan fast jag bryr mig |
| 2013 | Veronica Maggio | "Vá kvar"                                         | Handen i fickan fast jag bryr mig |
| 2013 | Veronica Maggio | "Låtsas som det regnar"                           | Handen i fickan fast jag bryr mig |
| 2013 | Veronica Maggio | "Hädanefter"                                      | Handen i fickan fast jag bryr mig |
| 2013 | Veronica Maggio | "Dallas"                                          | Handen i fickan fast jag bryr mig |
| 2013 | Veronica Maggio | "Bas gillar chifre"                               | Handen i fickan fast jag bryr mig |
| 2013 | Veronica Maggio | "I min bil"                                       | Handen i fickan fast jag bryr mig |
| 2013 | Petter          | "Poderoso" (participação de Newkid)               | Början på allt                    |
| 2013 | Petter          | "Början på allt" (participação de Eye N'I)        | Början på allt                    |
| 2013 | Petter          | "April"                                           | Början på allt                    |
| 2013 | Petter          | "Hall om mig" (participação de Daniel Adams-Ray)  | Början på allt                    |
| 2013 | Petter          | "Tills döden skiljer oss åt"                      | Början på allt                    |
| 2013 | Petter          | "Rei" (participação de Lilla Namo)                | Början på allt                    |
| 2013 | Petter          | "Major"                                           | Början på allt                    |
| 2013 | Petter          | "Arbet"                                           | Början på allt                    |
| 2013 | Petter          | "Alla vet" (participação de Agnes)                | Början på allt                    |
| 2013 | Petter          | "Fristad"                                         | Början på allt                    |
| 2013 | Petter          | "June"                                            | Början på allt                    |
| 2013 | Petter          | "Sitter på en dröm"                               | Början på allt                    |
| 2013 | Petter          | "Minnen del II"                                   | Början på allt                    |
| 2013 | Petter          | "Släpp mig sex"                                   | Början på allt                    |
| 2016 | Veronica Maggio | "Den första är alltid gratis"                     | Den första är alltid gratis       |
| 2016 | Veronica Maggio | "Vi mot världen"                                  | Den första är alltid gratis       |
| 2016 | Veronica Maggio | "Pang Pang"                                       | Den första är alltid gratis       |
| 2018 | Petter          | "Kliv på!" (participação de Eye N'I)              | Lev nu                            |
| 2018 | Petter          | "Lev nu dö sen" (participação de Vargas & Lagola) | Lev nu                            |

## Prêmios e indicações
| Ano  | Prêmios                                      | Categoria                    | Nomeação | Resultado | Ref.   |
| ---- | -------------------------------------------- | ---------------------------- | --- | --------- | ------ |
| 2014 | Prêmio Grammy Sueco                          | Compositor do Ano            | Vincent Pontare, Salem Al Fakir e Magnus Lidehäll | Venceu    | [ 28 ] |
| 2014 | Os Prêmios MPA Suecos                        | Sucesso Internacional do Ano | Vincent Pontare, Salem Al Fakir e Magnus Lidehäll | Indicado  | [ 29 ] |
| 2015 | Prêmio Grammy Sueco                          | Compositor do Ano            | Vincent Pontare, Salem Al Fakir e Magnus Lidehäll | Indicado  | [ 30 ] |
| 2015 | Os Prêmios MPA Suecos                        | Sucesso Internacional do Ano | Vincent Pontare e Salem Al Fakir | Indicado  | [ 31 ] |
| 2016 | Prêmio Grammy Sueco                          | Compositor do Ano            | Vincent Pontare, Salem Al Fakir, Magnus Lidehäll e Seinabo Sey | Indicado  | [ 32 ] |
| 2018 | Prêmio Grammy Sueco                          | Compositor do Ano            | Vargas e Lagola | Indicado  | [ 33 ] |
| 2018 | Os Prêmios MPA Suecos (juntamente com STIM)  | Música mais tocada de 2017   | Axwell Ʌ Ingrosso – "More Than You Know" | Venceu    | [ 34 ] |
| 2018 | Os Prêmios MPA Suecos                        | Canção do Ano                | Avicii - "Without You" (feat. Sandro Cavazza ) | Indicado  | [ 35 ] |
| 2019 | Os Prêmios MPA Suecos (juntamente com STIM ) | Música mais tocada de 2018   | Avicii - "Without You" (feat. Sandro Cavazza ) | Venceu    | [ 36 ] |
| 2020 | Prêmio Grammy Sueco                          | Produtor do Ano              | Tim Bergling, Vincent Pontare, Salem Al Fakir, Albin Nedler, Kristoffer Fogelmark, Carl Falk, Lucas von Bahder, Marcus Thunberg Wessel                                             | Indicado  | [ 37 ] |
| 2020 | Prêmio Grammy Sueco                          | Compositor do Ano            | Tim Bergling, Vincent Pontare, Salem Al Fakir, Albin Nedler, Kristoffer Fogelmark, Isak Alverus, Carl Falk, Joakim Berg, Lucas von Bahder, Marcus Thunberg Wessel, Martin Svensson | Indicado  | [ 37 ] |